# قلمرو کوماموتو

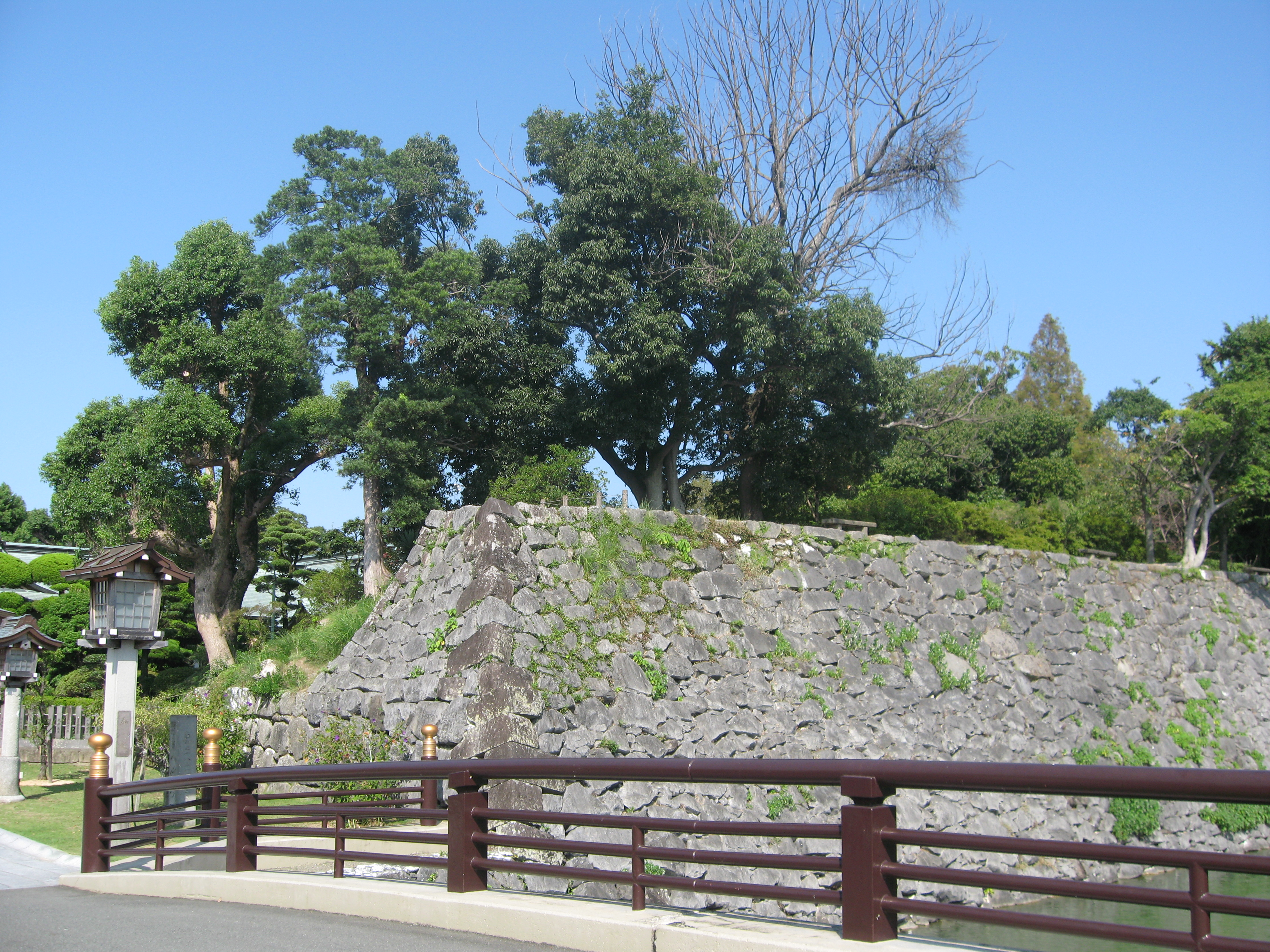
قلعه یاتسوشیرو در کوماموتو

قلمروی کوماموتو (به ژاپنی: 熊本藩 Kumamoto-han) یا قلمروی هیگو (肥 後 藩 Higo-HAN) یک هان در ژاپنِ دورهٔ ادو بود. این هان با ولایت هیگو (معادل امروزی: استان کوماموتو) مرتبط بود.
در نظام فئودالی ژاپن، به‌ویژه پس از اقدامات تویوتومی هیده‌یوشی، قلمروها (من‌جمله کوماموتو) کم‌کم از دارایی‌های عینی و ملموس به مفاهیمی انتزاعی با بار سیاسی و اقتصادی مبدل شدند تا از قدرت سلحشوران محلی به نفع دایمیوها کاسته شود. محدودهٔ قلمروها به کمک نقشه‌برداری‌های دوره‌ای حدنگاشتی و نیز پیش‌بینی میزان محصول‌دهی تعیین می‌شد. به عبارت دیگر، قلمرو بر مبنای کُکوداکا یا «ارزش اقتصادی زمین» مشخص می‌شد، نه مساحتش. نظام فئودالی در ژاپن از این لحاظ با فئودالیسم در غرب تفاوت داشت.

## تاریخچه
مرکز قلمرو، قلعهٔ کوماموتو در کوماموتو بود. این قلمرو به هنگام زمامداری هوسوکاوا، با درآمد ۵۴۰٬۰۰۰ کُکو، یکی از بزرگ‌ترین قلمروهای کیوشو محسوب می‌شد. در واقع در کیوشو پس از قلمرو ساتسوما در جایگاه دوم قرار می‌گرفت و در کل ژاپن با صرف‌نظر از املاک خاندان‌های توکوگاوا و ماتسودایرا، چهارمین قلمروی بزرگ کشور پس از کاگا، ساتسوما، و سندای به حساب می‌آمد.

## فهرست دایمیوها
دایمیوهای موروثی، بزرگ خاندان و ارباب قلمرو بودند.
- خاندان کاتو، ۱۵۸۸-۱۶۳۲ (دایمیوهای توزاما؛ ۵۲۰٬۰۰۰ ککو)

1. کاتو کیوماسا (۱۵۶۲–۱۶۱۱)
2. تاداهیرو (۱۵۹۷–۱۶۵۳)

- خاندان هوسوکاوا، ۱۶۳۲-۱۸۷۱ (توزاما؛ ۵۴۰٬۰۰۰ کُکو)

1. هوسوکاوا تاداتوشی (۱۵۸۶–۱۶۴۱)
2. میتسونائو
3. تسوناتوشی
4. نوبونوری
5. مونه‌تاکا
6. شیگه‌کاتا (۱۷۱۸–۱۷۸۵)
7. هاروتوشی
8. ناریشیگه
9. ناریتاتسو
10. ناریموری
11. یوشیکونی
12. موریهیسا

### نسب‌نامه
- هوسوکاوا فوجیتاکا (۱۵۳۴–۱۶۱۰)
  - تادائوکی (۱۵۶۳–۱۶۴۵)
    -  I. تاداتوشی، ۱مین ارباب کوماموتو (cح. ۱۶۳۲) (۱۵۸۶–۱۶۴۱؛ ح. ۱۶۳۲–۱۶۴۱)
      -  II. میتسونائو، ۲مین ارباب کوماموتو (۱۶۱۹–۱۶۵۰؛ ح. ۱۶۴۱–۱۶۵۰)
        -  III. تسوناتوشی، ۳مین ارباب کوماموتو (۱۶۴۱–۱۷۱۲؛ ح. ۱۶۵۰–۱۷۱۲)
        - توشیشیگه (۱۶۴۶–۱۶۸۷)
          -  IV. نوبونوری، ۴مین ارباب کوماموتو (۱۶۷۶–۱۷۳۲؛ ح. ۱۷۱۲–۱۷۳۲)
            -  V. مونه‌تاکا، ۵مین ارباب کوماموتو (۱۷۱۶–۱۷۴۷؛ ح. ۱۷۳۲–۱۷۴۷)
            -  VI. شیگه‌کاتا، ۶مین ارباب کوماموتو (۱۷۲۱–۱۷۸۵؛ ح. ۱۷۴۷–۱۷۸۵)
              -   VII. هاروتوشی، ۷مین ارباب کوماموتو (۱۷۵۸–۱۷۸۷؛ ح. ۱۷۸۵–۱۷۸۷)

    - تاتسوتاکا (۱۶۱۵–۱۶۴۵)
      - یوکیتاکا، ۱مین ارباب اودو (۱۶۳۷–۱۶۹۰)
        - آریتاکا، ۲مین ارباب اودو (۱۶۷۶–۱۷۳۳)
          - اوکیناری، ۳مین ارباب اودو (۱۶۹۹–۱۷۳۷)
            - اوکینوری، ۵مین ارباب اودو (۱۷۲۳–۱۷۸۵)
              -  VIII. ناریشیگه، ۶مین ارباب اودو، ۸مین ارباب کوماموتو (۱۷۵۵–۱۸۳۵؛ ح. ۱۷۸۷–۱۸۱۰)
                - تاتسویوکی، ۷مین ارباب اودو (۱۷۸۴–۱۸۱۸)
                  -  X. ناریموری، ۸مین ارباب اودو، ۱۰مین ارباب کوماموتو (۱۸۰۴–۱۸۶۰؛ ح. ۱۸۲۶–۱۸۶۰)
                    -  XI.یوشیکونی، ۱۱مین ارباب کوماموتو، ۲۵مین بزرگ خاندان هوسوکاوا (۱۸۳۵–۱۸۷۶؛ ح. ۱۸۶۰–۱۸۶۹. فرماندار کوماموتو ۱۸۶۹–۱۸۷۱).
                    - موریهیسا، ۲۶مین بزرگ خاندان هوسوکاوا، ۱مین مارکی (۱۸۳۹–۱۸۹۳؛ بزرگ خاندان ۱۸۷۶–۱۸۹۳؛ ۱مین مارکی هوسوکاوا: ۱۸۸۴–۱۸۹۳)
                      - موریشیگه، ۲هفتمین بزرگ خاندان هوسوکاوا، ۲مین مارکی (۱۸۶۸–۱۹۱۴؛ بزرگ خاندان و ۲مین مارکی ۱۸۹۳–۱۹۱۴)
                      - موریکه‌ای، ۱مین بارون هوسوکاوا (ح. ۱۸۹۶) (۱۸۸۲–۱۸۹۸)
                      - موریتاتسو، ۲۸مین بزرگ خاندان هوسوکاوا، ۳مین مارکی، ۲مین بارون (۱۸۸۳–۱۹۷۰؛ ۲مین بارون هوسوکاوا ۱۸۹۸، ۱۴مین بزرگ خاندان هوسوکاوا ۱۹۱۴–۱۹۷۰، ۳مین مارکی ۱۹۱۴–۱۹۴۷)
                        - موریسادا، ۲۹مین بزرگ خاندان هوسوکاوا (۱۹۱۲–۲۰۰۵؛ بزرگ خاندان ۱۹۷۰–۲۰۰۵)
                          - موریهیرو، ۳۰مین بزرگ خاندان هوسوکاوا (۱۹۳۸– ؛ بزرگ خاندان ۲۰۰۵–). نخست‌وزیر ژاپن ۱۹۹۳–۱۹۹۴
                            -  ماموته‌رو (ز. ۱۹۷۲)

                -   IX. ناریتاتسو، ۹مین ارباب کوماموتو (۱۷۸۸–۱۸۲۶؛ ح. ۱۸۱۰–۱۸۲۶)